# Icacinales
Icacinales je řád vyšších dvouděložných rostlin. V moderní taxonomii se objevuje až v systému APG IV z roku 2016. Jsou do něj zařazeny 2 čeledi, Icacinaceae a Oncothecaceae, zahrnující dohromady celkem 24 rodů a asi 165 až 200 druhů.

## Popis
Zástupci řádu jsou dřeviny s jednoduchými, většinou střídavými listy. Květy jsou ponejvíce pětičetné, s 5 tyčinkami. Semeník je svrchní, plodem je peckovice. Semena obsahují podlouhlé embryo a hojný endosperm.

## Rozšíření
Čeleď Icacinaceae je pantropická (celkem asi 200 druhů ve 23 rodech), zatímco Oncothecaceae jsou svým výskytem omezeny na Novou Kaledonii.

## Taxonomie
Řád Icacinales se v moderní taxonomii poprvé objevuje až v systému APG IV z roku 2016. Sešly se v něm 2 čeledi, které byly v předchozích verzích systému APG vedeny jako čeledi s nejistým zařazením (incertae sedis): Icacinaceae a Oncothecaceae. Řád představuje bazální větev monofyletické skupiny označované jako Lamiids.

## Přehled čeledí
- Icacinaceae
- Oncothecaceae[4]